# Uniwersytet w Tuzli
Uniwersytet w Tuzli (bośn. Univerzitet u Tuzli) – uczelnia wyższa w Bośni i Hercegowinie z siedzibą w Tuzli. Został założony w 1976 roku.
Uniwersytet rozpoczął działalność 18 listopada 1976, a pierwszym rektorem został prof. Tihomil Marković.

## Jednostki
(opracowano na podstawie materiału źródłowego)
- Akademija dramskih umjetnosti
- Edukacijsko-rehabilitacijski fakultet
- Ekonomski fakultet
- Fakultet elektrotehnike
- Fakultet za tjelesni odgoj i sport
- Farmaceutski fakultet
- Filozofski fakultet
- Mašinski fakultet
- Medicinski fakultet
- Pravni fakultet
- Prirodno-matematički fakultet
- Rudarsko-geološko-građevinski fakultet
- Tehnološki fakultet